# Ordre de bataille unioniste de Five Forks
Les unités et commandants suivants de l'armée de l'Union ont combat lors de la bataille de Five Forks de la guerre de Sécession. L'ordre de bataille confédéré est indiqué séparément.

## Abréviations utilisées

### Grade militaire
- MG = Major général
- BG = Brigadier général
- Col = Colonel
- Ltc = Lieutenant-colonel
- Maj = Commandant
- Cpt = Capitaine
- Lt = Lieutenant

### Autre
- (b) = blessé
- mb = mortellement blessé
- † = tué
- (PDG) = capturé

## Armée de la Shenandoah
MG Philip Sheridan, commandant

### Ve corps
MG Gouverneur K. Warren [relevé]
Bvt MG Charles Griffin
| Division | Brigade                                                              | Régiments et autres |
| --- | -------------------------------------------------------------------- | --- |
| Première division Bvt MG Charles Griffin Bvt MG Joseph J. Bartlett Escorte : - 4th Pennsylvania Cavalry (Co. C) : - 104th New York | Première brigade BG Joshua Chamberlain                               | - 185th New York : Col Gustavus Sniper - 198th Pennsylvania : Maj Edwin A. Glenn (mb), Cpt John Stanton |
| Première division Bvt MG Charles Griffin Bvt MG Joseph J. Bartlett Escorte : - 4th Pennsylvania Cavalry (Co. C) : - 104th New York | Deuxième brigade Bvt BG Edgar M. Gregory                             | - 187th New York : Ltc Daniel Meyers - 188th New York : Ltc Isaac Doolittle - 189th New York : Ltc Joseph G. Townsend |
| Première division Bvt MG Charles Griffin Bvt MG Joseph J. Bartlett Escorte : - 4th Pennsylvania Cavalry (Co. C) : - 104th New York | Troisième brigade Bvt MG Joseph J. Bartlett Bvt BG Alfred L. Pearson | - 20th Maine : Ltc Walter Goodale Morrill - 1st Maine Sharpshooters : Cpt George R. Abbott - 32nd Massachusetts : Ltc James A. Cunningham - 1st Michigan : Ltc George Lockley - 16th Michigan : Bvt Col Benjamin F. Partridge - 83rd Pennsylvania : Col Chauncey P. Rogers - 91st Pennsylvania : Ltc Eli G. Sellers - 118th Pennsylvania : Ltc Henry O'Neill - 155th Pennsylvania : Bvt BG Alfred L. Pearson, Maj John A. Kline |
| Deuxième division Bvt MG Romeyn B. Ayres                                                                                           | Première brigade Bvt BG Frederick Winthrop (†) Col James G. Grindlay | - 61st Massachusetts : - 5th New York : Cpt Henry Schickhardt - 15th New York Heavy Artillery : Ltc Michael Wiedrich (b), Maj Louis Eiche - 114th Pennsylvania : - 2nd U.S. : - 8th U.S. : - 11th U.S.: - 12th U.S. : - 14th U.S. : - 17th U.S. : |
| Deuxième division Bvt MG Romeyn B. Ayres                                                                                           | Deuxième brigade Col Richard N. Bowerman (b) Col David L. Stanton    | - 1st Maryland : Col David L. Stanton - 4th Maryland : Maj Harrison Aderon - 7th Maryland : Maj Edward M. Mobley - 8th Maryland : Ltc Ernest F. M. Faehtz |
| Deuxième division Bvt MG Romeyn B. Ayres                                                                                           | Troisième brigade Bvt BG James Gwyn                                  | - 3rd Delaware : Cpt John H. Cade - 4th Delaware : Cpt William H. Maclary (†), Ltc Moses B. Gist - 8th Delaware (3 compagnies) : Cpt John N. Richards - 190th Pennsylvania : Bvt Col Joseph B. Pattee - 191st Pennsylvania : Col James Carle - 210th Pennsylvania : Ltc Edward L. Witman |
| Troisième division Bvt MG Samuel W. Crawford                                                                                       | Première brigade Col John Azor Kellogg                               | - 91st New York : Col Jonathan Tarbell - 1st New York Sharpshooter Battalion : - 91st Pennsylvania : - 149th Pennsylvania : - 150th Pennsylvania : - 6th Wisconsin : Cpt Edward A. Whaley (b), Cpt Louis A. Kent - 7th Wisconsin : Ltc Hollon Richardson (b) |
| Troisième division Bvt MG Samuel W. Crawford                                                                                       | Deuxième brigade BG Henry Baxter                                     | - 16th Maine : Col Charles W. Tilden - 39th Massachusetts : Ltc Henry M. Tremlett - 97th New York : Ltc Rouse Eglston - 11th Pennsylvania : Maj John B. Overmyer - 107th Pennsylvania : Col Thomas F. McCoy |
| Troisième division Bvt MG Samuel W. Crawford                                                                                       | Troisième brigade Bvt BG Richard Coulter                             | - 94th New York : Maj Henry H. Fish (†), Cpt Albert T. Morgan - 95th New York : Cpt George T. Knight - 147th New York : Cpt James A. McKinley - 56th Pennsylvania : Maj Henry A. Laycock - 88th Pennsylvania : Maj Henry A. Laycock - 121st Pennsylvania : Maj West Funk - 142nd Pennsylvania : Ltc Horatio N. Warren |

### Corps de cavalerie
Bvt MG Wesley Merritt
| Division                                                  | Brigade                                                      | Régiments et autres |
| --------------------------------------------------------- | ------------------------------------------------------------ | --- |
| Première division BG Thomas Devin                         | Première brigade Col Peter Stagg                             | - 1st Michigan Cavalry : Ltc George R. Maxwell (b), Cpt Edward L. Negus - 5th Michigan Cavalry : Ltc Smith H. Hastings - 6th Michigan Cavalry : Ltc Harvey H. Vinton - 7th Michigan Cavalry : Ltc George G. Briggs                                              |
| Première division BG Thomas Devin                         | Deuxième brigade Col Charles Lane Fitzhugh                   | - 6th New York Cavalry : Maj Harrison White - 9th New York Cavalry : Maj James R. Dinnin - 19th New York Cavalry : Maj Howard M. Smith - 17th Pennsylvania Cavalry : Ltc Coe Durland - 20th Pennsylvania Cavalry : Ltc Gabriel Middleton                        |
| Première division BG Thomas Devin                         | Troisième brigade BG Alfred Gibbs                            | - 2nd Massachusetts Cavalry : Col Caspar Crowninshield - 6th Pennsylvania Cavalry : Col Charles L. Leiper - 1st U.S. Cavalry : Cpt Richard S. C. Lord - 5th U.S. Cavalry : Cpt Thomas Drummond (†), Lt Gustuvus Urban - 6th U.S. Cavalry : Maj Robert N. Morris |
| Deuxième division MG George Crook                         | Première brigade Bvt MG Henry Eugene Davies                  | - 1st New Jersey Cavalry : Col Hugh H. Janeway - 10th New York Cavalry : Col Mathew Henry Avery - 24th New York Cavalry : Col Walter C. Newberry, Ltc Melze Richards - 1st Pennsylvania Cavalry (5 compagnies): Maj Hampton S. Thomas                           |
| Deuxième division MG George Crook                         | Deuxième brigade Bvt BG John I. Gregg                        | - 4th Pennsylvania Cavalry : Col Alender P. Duncan - 16th Pennsylvania Cavalry : Ltc John K. Robinson - 21st Pennsylvania Cavalry : Col Oliver P. Knowles |
| Deuxième division MG George Crook                         | Troisième brigade Bvt BG Charles H. Smith                    | - 1st Maine Cavalry : Ltc John P. Cilley - 2nd New York Mounted Rifles: Maj Paul Chadbourne - 6th Ohio Cavalry : Cpt Matthew H. Cryer - 13th Ohio Cavalry : Ltc Stephen R. Clark                                                                                |
| Artillerie                                                | Artillerie montée                                            | - 1st U.S., Battery H : Lt Chandler P. Eakin - 1st U.S., Battery I : Lt Chandler P. Eakin - 2nd U.S., Battery A : Lt James H. Lord |
| Troisième division Bvt MG George Armstrong Custer         | Première brigade Col Alexander C. M. Pennington              | - 1st Connecticut Cavalry : Col Brayton Ives - 3rd New Jersey Cavalry : Ltc William P. Robeson (b) - 2nd New York Cavalry : Col Alanson Merwin Randol - 2nd Ohio Cavalry : Cpt Albert Barnitz                                                                   |
| Troisième division Bvt MG George Armstrong Custer         | Deuxième brigade Bvt BG William Wells                        | - 3rd Indiana Cavalry : - 8th New York Cavalry : Maj James Bliss - 15th New York Cavalry : Col John J. Coppinger - 1st Vermont Cavalry : Ltc Josiah Hall |
| Troisième division Bvt MG George Armstrong Custer         | Troisième brigade Col Henry Capehart                         | - 1st New York Cavalry : Ltc Jenyns C. Batterysby - 1st West Virginia Cavalry : Maj Shesh B. Howe - 2nd West Virginia Cavalry (7 compagnies) : Ltc James Allen - 3rd West Virginia Cavalry : Maj John S. Witcher                                                |
| Division de cavalerie de Mackenzie BG Ranald S. Mackenzie | Première brigade Col Robert M. West                          | - 20th New York Cavalry, Company G : Cpt Thomas H. Butler - 5th Pennsylvania Cavalry : Ltc Christopher Kleinz |
| Division de cavalerie de Mackenzie BG Ranald S. Mackenzie | Deuxième brigade Col Samuel P. Spear (b) Col Andrew W. Evans | - 1st District of Columbia Cavalry : Maj J. Stannard Baker - 1st Maryland Cavalry : Col Andrew W. Evans - 11th Pennsylvania Cavalry : Ltc Franklin A. Stratton                                                                                                  |
| Division de cavalerie de Mackenzie BG Ranald S. Mackenzie | Artillerie                                                   | - 4th Wisconsin : Cpt Dorman L. Noggle |